# Pantomime Quiz
Pantomime Quiz era un programa de concursos estadounidense producido y presentado por Mike Stokey. Emitido desde 1947 hasta 1959, tiene la distinción de ser uno de los pocos programas -- junto con The Arthur Murray Party, Down You Go, y The Original Amateur Hour -- en ser emitido en las cuatro cadenas televisivas existentes en los Estados Unidos durante la denominada Época Dorada de la Televisión, a fines de los años 40 e inicios de los años 50.

## Características
Basado en el juego popular de las charadas, Pantomime Quiz fue transmitido inicialmente sólo a nivel local en Los Ángeles, por el canal KTLA desde el 13 de noviembre de 1947 hasta el 30 de junio de 1950; en aquel formato, ganó un Premio Emmy al "Programa de Televisión Más Popular" en la primera ceremonia de entrega de estos premios. La competencia involucraba dos equipos de cuatro concursantes cada uno (tres regulares y un invitado). En cada ronda, un miembro actuaba (en mímica) una frase o un nombre mientras que los otros tres trataban de adivinar. Cada equipo tenía cinco rondas (en algunos episodios sólo hubo cuatro); el equipo que demorara la menor cantidad de tiempo en adivinar todas las frases ganaba el juego.
Los televidentes podían enviar sugerencias de frases que potencialmente serían usadas en algún episodio. Las sugerencias que finalmente fueran incluidas en alguna transmisión significaban que la persona que envió la sugerencia recibía un premio en dinero; aparte de ello, se entregaba un bono si el equipo que trataba de resolverlo no lo lograba dentro de dos minutos.

## Historia de transmisiones (nacional)
Pantomime Quiz fue transmitido por CBS sólo durante la época de verano desde el 3 de julio al 25 de septiembre de 1950 y del 2 de julio al 20 de agosto de 1951; después de esto, NBC tomó el programa como un reemplazo de media temporada desde el 2 de enero al 26 de marzo de 1952. Tras esto, retornó a CBS desde el 4 de julio al 26 de septiembre de ese mismo año. NBC no volvió desde entonces a emitir el programa.
Después de otra emisión veraniega desde el 10 de julio al 28 de agosto de 1953, DuMont emitió el programa desde el 20 de octubre de 1953 al 13 de abril de 1954, después de lo cual retornó a CBS desde el 9 de julio al 27 de agosto.
Finalmente, ABC tomó el programa de charadas para una emisión de media temporada (al igual como lo había hecho NBC) desde el 22 de enero hasta el 6 de marzo de 1955. Después, CBS volvió a emitir el programa, aparentemente sin intenciones de programarlo dentro de una temporada regular, durante tres veranos más (8 de julio al 30 de septiembre de 1955; 6 de julio al 7 de septiembre de 1956; 5 de julio al 6 de septiembre de 1957) antes de cancelar el programa.
Después de una ausencia de siete meses, ABC transmitió Pantomime Quiz desde el 8 de abril al 2 de septiembre de 1958; finalmente, el 18 de mayo de 1959 comenzó a emitirse en horario diurno y desde el 8 de junio comenzó una versión nocturna.
Sin embargo, el 28 de septiembre marcó el fin de la versión nocturna. Once días después, el 9 de octubre de 1959, la versión diurna fue emitida por última vez.

## Nuevas versiones
El 17 de septiembre de 1962, Pantomime Quiz retornó a las pantallas bajo el nombre Stump The Stars en CBS con Pat Harrington Jr. como el "maestro de ceremonias". Stokey reemplazó a Harrington el 16 de diciembre y continuó como presentador y productor hasta el episodio final del 16 de septiembre de 1963.
Poco después, Stokey comenzó a grabar una nueva versión, esta vez sindicalizada, que se emitió desde el 24 de febrero al 2 de septiembre de 1964. Retornó cinco años después (el 8 de septiembre de 1969) como Mike Stokey's Stump The Stars. Como el título lo señala, Stokey retornó a la conducción del programa.

### Celebrity Charades
En enero de 1979 nació una nueva versión sindicalizada con algunos cambios y un nuevo nombre - Celebrity Charades. Jay Johnson era el presentador, y se emitió hasta septiembre del mismo año, a pesar de que los primeros tres episodios fueron reemitidos en Estados Unidos por Game Show Network en los años 90.
El 20 de junio de 2005, American Movie Classics revivió el programa, el cual era presentado por Hilary Swank y su esposo Chad Lowe. Swank, Lowe, y el director Bob Balaban eran los productores, a pesar de que sólo Lowe era el anfitrión. En esta versión cada equipo tenía su propia habitación en la cual competían. Un jugador de cada equipo era enviado al centro del escenario (en realidad era el centro de un loft ubicado en Nueva York) para obtener un frase que debía ser actuada en su respectiva habitación. Cuando el equipo adivinaba la frase correctamente, la persona que adivinaba de manera correcta era enviada al centro del escenario por otra pista, y esto se daba hasta que se adivinaran cinco frases. El primer equipo que adivinara el tema en común de las frases ganaba el juego.
Esta versión tuvo sólo cinco episodios, finalizando el 24 de junio de 2005.

## Panelistas regulares
Algunas de las "estrellas" que participaban regularmente de Pantomime Quiz o Stump the Stars fueron:
- Lucie Arnaz
- Carol Burnett
- Sebastian Cabot
- Robert Clary
- Jan Clayton
- Hans Conried
- Jackie Coogan
- Peter Donald
- Diana Dors
- Beverly Garland
- Rocky Graziano
- Dorothy Hart
- Adele Jurgens
- Stubby Kaye
- Milt Kamen
- Richard Long
- Ross Martin
- Vincent Price
- Elaine Stritch
- Dick Van Dyke

## Estado de los episodios
La mayoría de los episodios de Stump the Stars y Pantomime Quiz existen, y están en manos del Archivo de Cine y Televisión de la Universidad de California en Los Ángeles. 